# Koszmosz–804
Koszmosz–804 (oroszul: Космос–804) szovjet ISZ típusú elfogóvadász-műhold.

## Küldetés
1976. február 16-án a Koszmosz–803-as célműholdat önrávezető berendezésével nem tudta megsemmisíthető távolságra megközelíteni. Földi parancsra belépett a légkörbe és megsemmisült.

## Jellemzői
Mind az ISZ–A, mind az ISZ–P műholdakat a Vlagyimir Cselomej által vezetett OKB–52 fejlesztette ki és építette meg. Üzemeltetője a moszkvai Honvédelmi Minisztérium (oroszul: Министерство обороны – MO).
Megnevezései: COSPAR: 1976-015A; SSC kódszáma: 8694.
1976. február 16-án a Bajkonuri űrrepülőtérról, a LC–90/19 indítóállásából egy Ciklon–2 (11K69) hordozórakétával juttatták alacsony Föld körüli (LEO = Low-Earth Orbit), közeli, elliptikus pályára. Az orbitális egység pályája 93,8 perces, 65,15 fokos hajlásszögű, elliptikus pálya-perigeuma 149 kilométer, apogeuma 703 kilométer volt.
Mind az ISZ–A (истребитель спутник-активный – ИС–А) elfogóvadász műhold. Formája hengeres, átmérője 1,5 méter, hossza 4,5 méter, hasznos tömege 3320 kilogramm. Az űreszközre 8 db napelemtáblát rögzítettek, éjszakai (földárnyék) energiaellátását újratölthető kémiai akkumulátorok biztosították. Mikrofúvókáival segítette a stabilitást és a szükségszerű pozícióváltoztatást.
Két részből állt: 
1. fő rész: vezérlési, célzómodul; számítógép; optikai rendszer; 300 kilogrammos repeszgránát
2. hajtóanyag (300 másodperces működéshez) és a többször újraindítható mikromotor